# 伯林顿府
51°30′32″N 0°8′22″W / 51.50889°N 0.13944°W

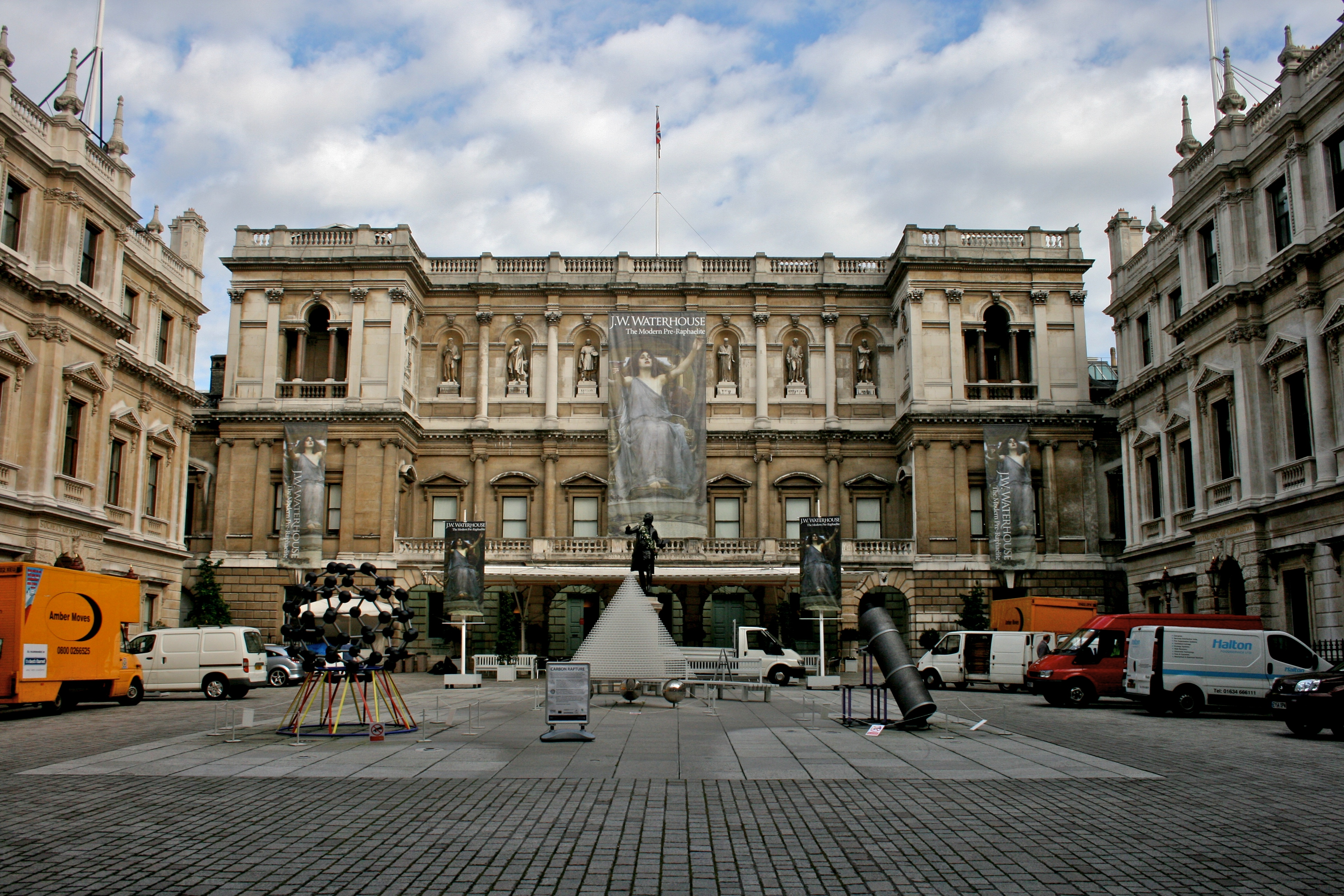
伯林顿府的中庭、主楼和东西两厢，2009年

伯林顿府（Burlington House）位于伦敦的皮卡迪利街，起初是一幢帕拉第奥式风格的私宅。19世纪中期，英国政府购进伯林顿府并进行了扩建。中庭北端的主楼为皇家藝術研究院所在。在东西两厢和南端的皮卡迪利街翼楼里，分布着英国皇家化学会、伦敦地质学会、伦敦林奈学会、皇家天文学会和伦敦文物学会五个学术社团，它们又统称为庭院学联（Courtyard Societies）。皇家学院的当代艺展备受瞩目，因此伯林顿府也颇为知名。

## 历史

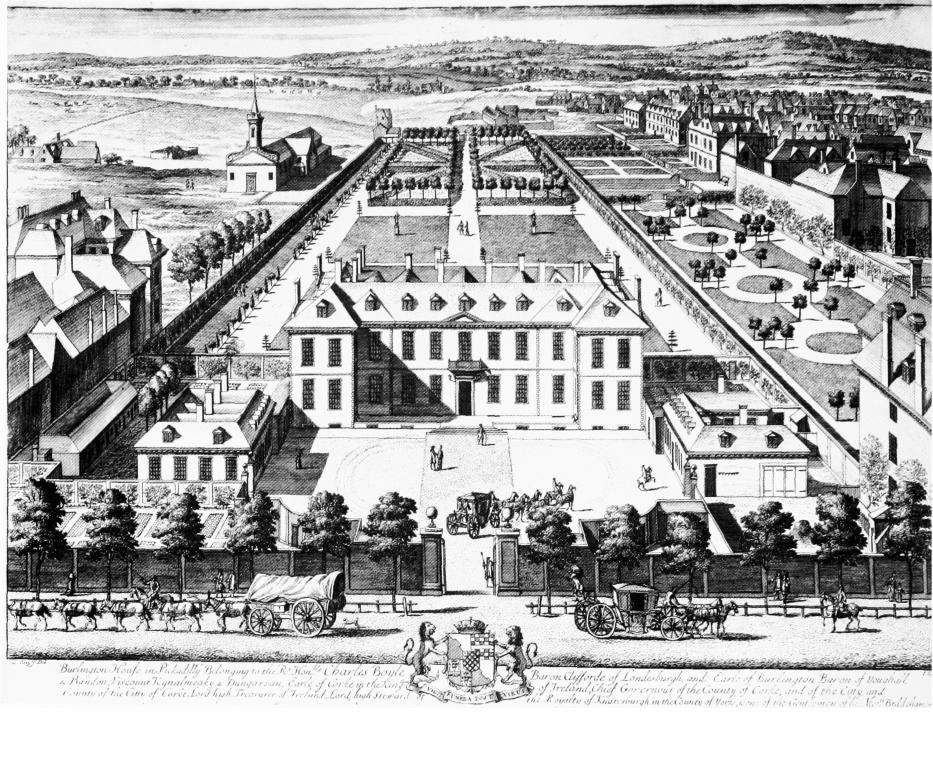
1690年代的伯林顿府

17世纪上半叶，皮卡迪利街还只是一条乡间小道。1660年代以降，街道北面大兴土木、竞起私宅。御用司空约翰·德纳姆爵士（Sir John Denham）捷足先登，大概在1665年或1666年，率先兴建了一座大型宅院。这幢建筑红砖双桩、四面坡顶。槽型天井虽然行时，眼看却快要落伍了。1667年，德纳姆不待竣工，就把它卖给了伯灵顿伯爵一世理查德·博伊尔（Richard Boyle, 1st Earl of Burlington）。建筑因此得名伯林顿府。至于建筑师，在易手之前可能是德纳姆自己，也可能是他雇用的休·梅（Hugh May），而在易手之后则可以肯定是休·梅。
1704年，伯林顿府传到家族第三代，伯林顿伯爵三世理查德·博伊尔（Richard Boyle, 3rd Earl of Burlington）这时只有十岁。他后来成为推动英国帕拉第奥建筑运动的主要赞助人，并且依靠自己的实力成为一名建筑师。在他小时，詹姆斯·吉布斯（James Gibbs）主持改造过爵府的外观。吉布斯设计的半圆形多立克柱廊，后来得到威廉·钱伯斯爵士的赞誉，夸它是“最优美的建筑构件之一”。

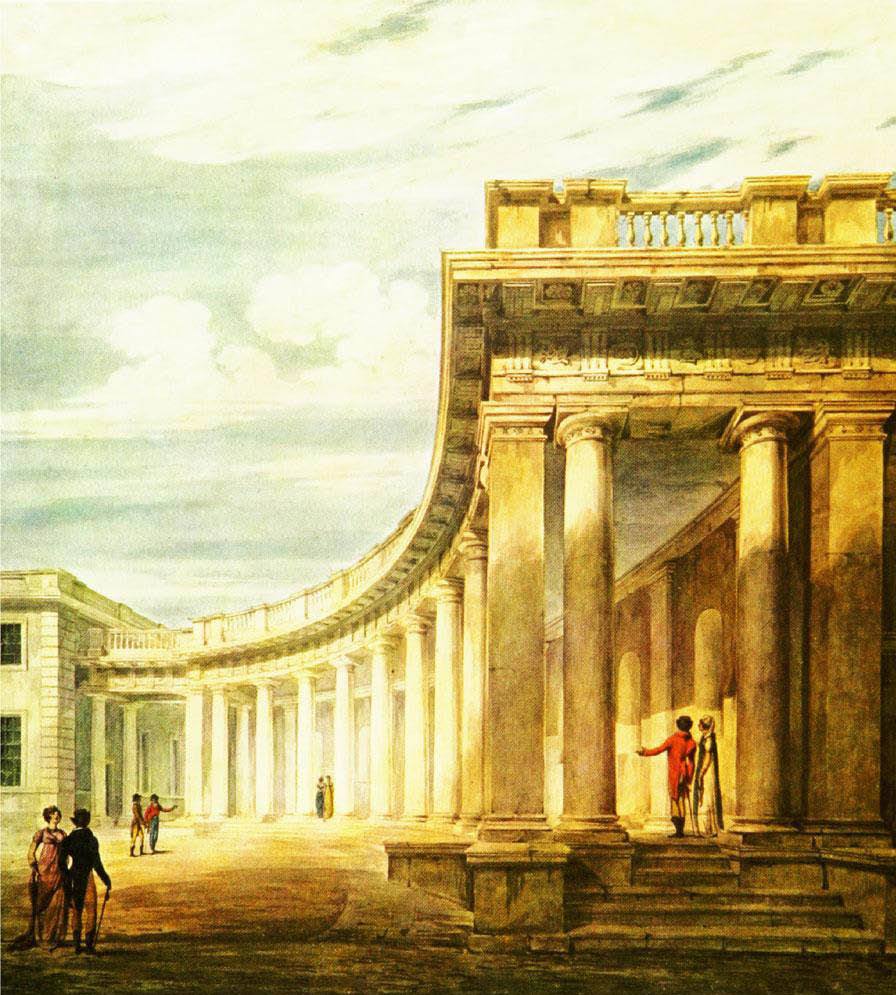
詹姆斯·吉布斯设计的伯林顿府多立克柱廊，这是1807年前后创作的一幅水彩画

1717年或1718年，伯林顿伯爵三世委任科伦·坎贝尔（Colen Campbell）改造爵府，他是以严谨帕拉第奥风格著称的建筑师。同时参与改造工程的还有威廉·肯特（William Kent）。坎贝尔、伯林顿和肯特三人密切合作，他们所掀起的审美新潮，影响了整整一代人的英国建筑和室内装饰。这在英国建筑史上自然非同小可。在坎贝尔的改造方案中，建筑的原有格局得到保留，多数构件也被重新利用。不过，建筑正面也就是南向立面，却由原来的传统保守样式，改造成了风格简约的两层复合体。坎贝尔把底层改造成农居式的地下室，以支撑起足有九个开间的庞大顶层。立面没有中心的构件，却通过添加百叶窗，强化了东西两个端间。另外，改造工程还包括一座通向皮卡迪利街的庞大门楼以及室内的许多重要装饰。尤其在内饰方面，繁复的弧形天花表现出鲜明的帕拉第奥风格。
1753年，伯林顿伯爵三世去世，次女婿德文郡公爵四世继承了伯林顿府。因为公爵府也位于皮卡迪利街沿线，所以伯爵府没有能够派上大用场。公爵的次子乔治·卡文迪许（George Cavendish）和女婿波特兰公爵三世轮流使用过伯林顿府，他们相互轮换的次数少说也有两次。1770年代，波特兰公爵三世请约翰·卡尔（John Carr）改造过部分室内装饰。而乔治与一位女继承人结婚后成为阔佬，他在1815年出资7万英镑，从德文郡公爵六世（6th Duke of Devonshire）手里买到了伯林顿府。他请萨缪尔·维尔（Samuel Ware）对伯林顿府进行局部改造。在两次改造工程中，建筑师都表现出对帕拉第奥风格的尊重。1819年，伯林顿拱廊（Burlington Arcade）沿着伯林顿府西侧的宅基线建成。
1854年，英国政府出资14万英镑购进伯林顿府，计划在拆除建筑后建设伦敦大学。然而，这项计划因为遭到强烈反对而搁浅。1857年，皇家学会、林奈学会和化学学会（即后来的皇家化学学会）入驻伯林顿府。

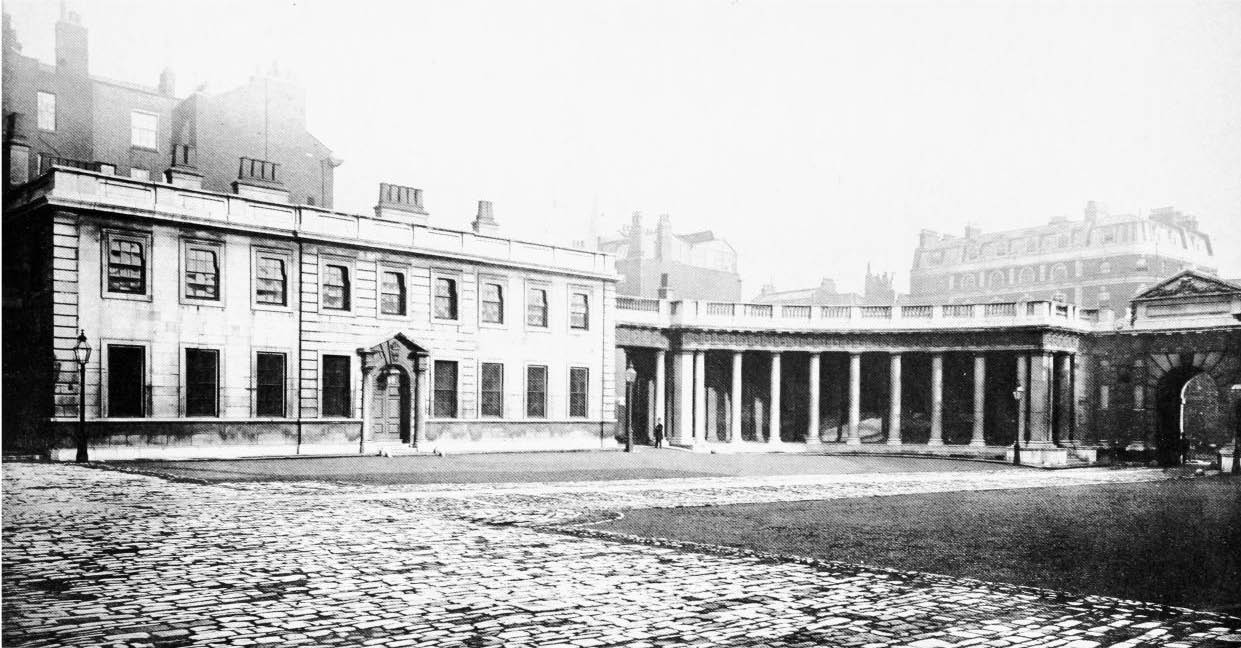
庭院东南的东厢、柱廊和大门，照片摄于1860年代以前

1867年，皇家学院以年租1英镑、租期999年的象征性合约，租用了伯林顿府主楼。庭院的东西两厢原来是仆役用房，南面皮卡迪利街一侧则是院墙和院门。它们被新建的翼楼所代替，风格也都近似于坎贝尔的设计。翼楼重建工程于1873年完工，三个学会随即入驻。1874年，地质学会、皇家天文学会和文物学会也接踵而至。
1968年，皇家学会搬到卡尔顿府联排，空出的东厢分给了皇家化学协会和英国社会科学院。1998年，英国社会科学院也搬到卡尔顿府联排，东厢遂由皇家化学学会独占。
一直以来，庭院学联使用伯林顿府都是免费的。2004年，在伯林顿府使用的合约问题上，学联与政府发生了矛盾，并把副首相办公室（Office of the Deputy Prime Minister）告上了法庭。经过调解，法庭宣布了仲裁结果：“3月16日，副首相办公室和学术团体之间展开了建设性的对话，双方都表达了希望学术团体继续留驻伯林顿府的愿望。为了达成一项当事各方都能够接受的协议，还会继续举行类似的磋商。”

## 开放

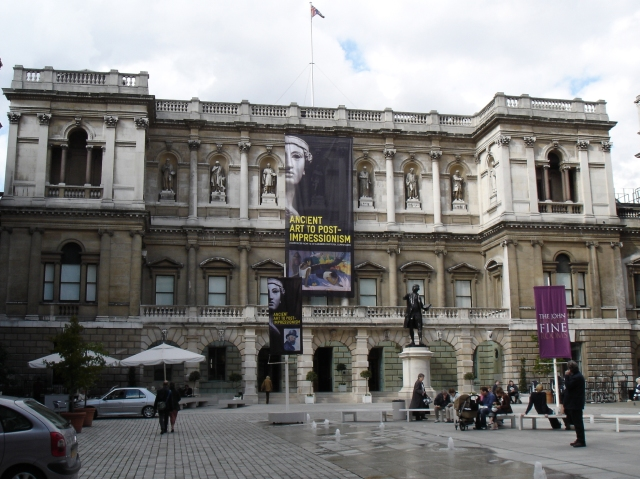
艺术：从古代到后印象主义，皇家学院2004年艺展

伯林顿府的庭院白天对公众开放。皇家学院的公开艺展就设在主楼的三层，增建于19世纪的三层没有艺术价值。2004年，皇家学院对二层主会客厅进行整修，随即开放了约翰·米底积斯基艺廊（John Madejski Fine Rooms）。在学院的藏品中，皇家院士（Royal Academicians）的作品最有特色，观众可以在展厅里看到其中的精华。此外，学院还举办一些临时性的小型艺展。目前，伯林顿府的东西二厢以及皮卡迪利街翼楼，还没有对公众开放。